# Phryganopteryx inexpectata
Phryganopteryx inexpectata är en fjärilsart som beskrevs av Rothschild 1931. Phryganopteryx inexpectata ingår i släktet Phryganopteryx och familjen björnspinnare. Inga underarter finns listade i Catalogue of Life.